# 플로리나스
플로리나스(Florinas, 사르데냐어: Fiolìnas)는 사사리도에 있는 코무네로, 이탈리아의 사르데냐 섬에 위치하며, 칼리아리에서 북쪽으로 약 160 km, 사사리에서 남동쪽으로 약 14 km 떨어져 있다.
플로리나스는 다음 지방 자치체와 접해 있다: 바나리, 카르제게, 코드론자노스, 이티리, 오시, 실리고.

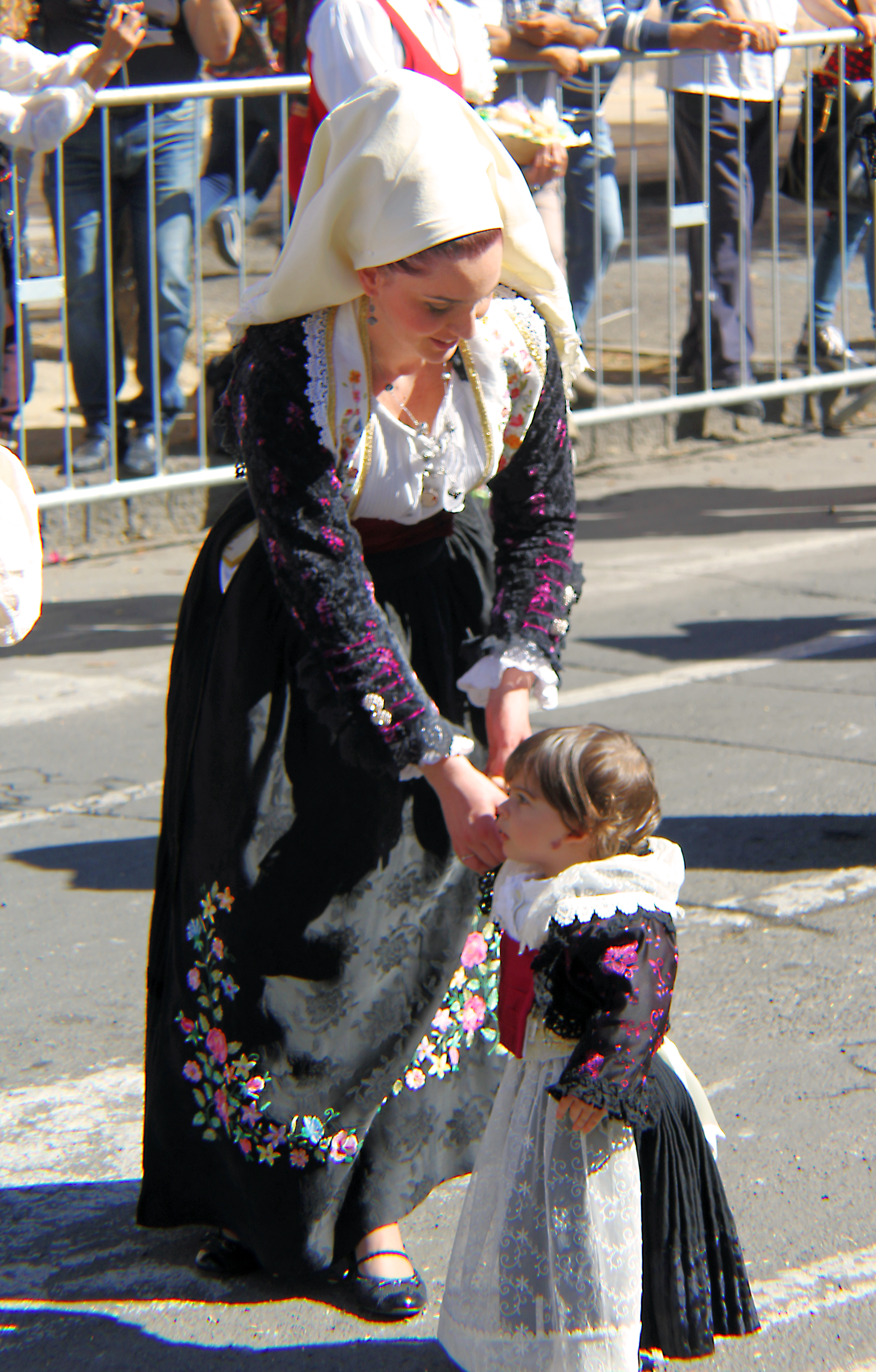
현지 여성 전통 의상.